# Zvučni labiodentalni frikativ
Zvučni labiodentalni frikativ suglasnik je koji postoji u nekim jezicima, a u međunarodnoj fonetskoj abecedi za njega se koristi simbolom [v].
Glas ne postoji u standardnom hrvatskom jeziku, ali postoji u kajkavskom narječju i dijelu čakavskog. Zapisuje se simbolom v (vidjeti slovo v) koje u standardnom jeziku predstavlja labiodentalni aproksimant koji je sličan glas.
U standardnom hrvatskom i drugim narječjima pojavljuje se kao alofon glasa [f] kada iza njega slijedi zvučni ploziv, frikativ ili afrikata (često se pojavljuje u riječima koje završavaju glasom [f], a iza njih slijedi enklitika). Primjer: šef bi [ʃevbi] (naglasak nije označen).
Iako postoji u većini europskih jezika (engleskom, francuskom, njemačkom, mađarskom, pa i gruzijskom, abhaskom, kabardinskom i drugim), globalno je prilično rijedak, četiri puta rjeđi od glasa [w]. Prisustvo [v] i nedostatak [w], zajedno s prisustvom prednjih zaokruženih samoglasnika [y, ø, œ] vrlo je distinktivna arealna osobina europskih jezika i susjednih područja Sibira i Srednje Azije.
Govornici istočnoazijskih jezika koji u svojim jezicima nemaju taj glas, poput govornika mandarinskog ili japanskog jezika, pokušavajući izgovoriti [v], često izgovaraju [b] pa brkaju riječi kao što su (engleski) very i berry.
Karakteristike su:
- po načinu tvorbe jest frikativ
- po mjestu tvorbe jest labiodentalni suglasnik
- po zvučnosti jest zvučan.

Glas se nalazi u 21,1 % svih jezika zabilježenih u bazi podataka UPSID.

## Vanjske poveznice
- UCLA Phonological Segment Inventory Database (UPSID)(eng.)